# Episodi di Due South - Due poliziotti a Chicago (prima stagione)
La prima stagione della serie televisiva Due South - Due poliziotti a Chicago è stata trasmessa in Canada dal 26 aprile 1994 al 25 maggio 1995.
| nº | Titolo originale              | Titolo italiano                                     | Prima TV Canada   | Prima TV Italia   |
| -- | ----------------------------- | --------------------------------------------------- | ----------------- | ----------------- |
| 1  | Pilot (part 1 & 2)            | Duemila miglia a nord ovest (prima e seconda parte) | 26 aprile 1994    | 9 maggio 1995     |
| 2  | Pilot (part 1 & 2)            | Duemila miglia a nord ovest (prima e seconda parte) | 26 aprile 1994    | 9 maggio 1995     |
| 3  | Free Willie                   | Willie e il ladro                                   | 22 settembre 1994 | 16 maggio 1995    |
| 4  | Diefenbaker's Day Off         | Un mestiere pericoloso                              | 29 settembre 1994 | 23 maggio 1995    |
| 5  | Manhunt                       | Un conto aperto                                     | 6 ottobre 1994    | 30 maggio 1995    |
| 6  | They Eat Horses, Don't They?  | Carne da macello                                    | 13 ottobre 1994   | 9 giugno 1995     |
| 7  | Pizzas and Promises           | Pizze e promesse                                    | 20 ottobre 1994   | 16 giugno 1995    |
| 8  | Chinatown                     | Rapimento a Chinatown                               | 26 ottobre 1994   | 30 giugno 1995    |
| 9  | Chicago Holiday, Part 1 & 2   | Vacanze a Chicago (parte 1 e 2)                     | 17 novembre 1994  | 19 ottobre 1996   |
| 10 | Chicago Holiday, Part 1 & 2   | Vacanze a Chicago (parte 1 e 2)                     | 17 novembre 1994  | 19 ottobre 1996   |
| 11 | A Cop, a Mountie and a Baby   | Due sbirri e un bambino                             | 1º dicembre 1994  | 1º luglio 1995    |
| 12 | The Gift of the Wheelman      | La rapina di Natale                                 | 15 dicembre 1994  | 7 luglio 1995     |
| 13 | You Must Remember This        | Un bacio è sempre un bacio                          | 5 gennaio 1995    | 14 luglio 1995    |
| 14 | Hawk and a Handsaw            | Un nome per uno sconosciuto                         | 19 gennaio 1995   | 21 luglio 1995    |
| 15 | An Eye for an Eye             | Occhio per occhio                                   | 2 febbraio 1995   | 28 luglio 1995    |
| 16 | The Man Who Knew Too Little   | Un testimone scomodo                                | 9 febbraio 1995   | 5 settembre 1995  |
| 17 | The Wild Bunch                | Il branco                                           | 16 febbraio 1995  | 12 settembre 1995 |
| 18 | The Blue Line                 | Un amico d’infanzia                                 | 8 marzo 1995      | 19 settembre 1995 |
| 19 | The Deal                      | Vecchi rancori                                      | 30 marzo 1995     | 10 ottobre 1995   |
| 20 | An Invitation to Romance      | Un difficile recupero                               | 6 aprile 1995     | 7 novembre 1995   |
| 21 | Victoria's Secret, Part 1 & 2 | Il segreto di Victoria (prima e seconda parte)      | 11 maggio 1995    | 14 novembre 1995  |
| 22 | Victoria's Secret, Part 1 & 2 | Il segreto di Victoria (prima e seconda parte)      | 11 maggio 1995    | 14 novembre 1995  |
| 23 | Letting Go                    | Il ricatto                                          | 1º giugno 1995    | 21 novembre 1995  |
| 24 | Heaven and Earth              | Il sensitivo                                        | 25 maggio 1995    | 28 novembre 1995  |